# Якоб ван Велзен
Якоб ван Велзен (нід. Jacob Jansz. van Velsen; 1597, Делфт — 16 вересня 1656, Амстердам) — нідерландський художник часів Золотої доби голландського живопису, майстер портретів і побутових сцен. Представник Делфтської школи.

## Життєпис
Походив з бідної родини. У 1620-х роках звертається до побутового жанру. 1625 року вступає до делфтської гільдії Св. Луки. 1626 року одружився з багатою вдовою Геєртген Янс Крол, що забезпечило ван Велзену свободу дій. Він не торгував картинами заради заробітку, а виконував лише замовні роботи.
До початку 1630-х років належать перші багатофігурні сюжети ван Велзена на тему «веселих компаній». Останні роки присвятив колекціонуванню порцеляни, картин, скуповував численні будинки і маєтки. Помер 1656 року в Амстердамі, але ван Вельзена було поховано у Делфті.

## Творчість
В ранніх роботах Велзена помітна схожість з інтер'єрним жанром Антоні Паламедес. До тепер точаться суперечки хто на кого мав вплив. Персонажі композицій ван Велзена — представники міської громади, що віддаються веселому проводженню часу. Як і Паламедес, вдається до контрастного трактування світлотіні. Джерело світла не завжди визначене, але розташоване в лівому верхньому кутку інтер'єру.
Також виконував портретні роботи. Найвідомішими є «Художник перед мольбертом» (1631, приватне зібрання, вважається автопортретом) і «Ворожка» (1631, Париж, Лувр).